# Ischnomera konoi
Ischnomera konoi is een keversoort uit de familie schijnboktorren (Oedemeridae). De wetenschappelijke naam van de soort is voor het eerst geldig gepubliceerd in 1973 door Nakane.